# Inno nazionale del Paraguay
L'inno nazionale del Paraguay fu scritto dall'uruguaiano Francisco Acuña de Figueroa come Himno patriótico; la musica fu composta da Francisco José Debali. I due composero insieme anche l'inno nazionale dell'Uruguay. 
L'inno fu adottato nel 1846 e sostituì il precedente, in lingua guaraní, adottato nel 1831; l'inno divenne ufficiale solo nel 1934.

## Testo
| Originale (Spagnolo) | Traduzione |
| --- | --- |
| Coro Paraguayos, ¡República o Muerte! nuestro brío nos dio libertad; ni opresores, ni siervos alientan donde reinan unión e igualdad. | Paraguaiani, Repubblica o morte! Il nostro coraggio ci diede la libertà; Non esistono oppressori né servi Dove regnano unione ed uguaglianza. |
| Prima strofa A los pueblos de América, infausto tres centurias un cetro oprimió, mas un día soberbia surgiendo, "¡Basta!" —dijo, y el cetro rompió. Nuestros padres, lidiando grandiosos, ilustraron su gloria marcial; y trozada la augusta diadema, enalzaron el gorro triunfal.   | La gente d'America, infausto, Per tre secoli uno scettro oppresse Ma un magnifico giorno, sorgendo, Disse "Basta!", e ruppe lo scettro. I nostri padri combattendo grandiosamente Mostrarono la loro gloria marziale; E rompendo l'augusto diadema Innalzarono il berretto trionfale. |
| Seconda strofa Nueva Roma, la Patria ostentará dos caudillos de nombre y valer, que rivales —cual Rómulo y Remo— dividieron gobierno y poder. Largos años —cual Febo entre nubes— viose oculta la perla del Sud. Hoy un héroe grandioso aparece realzando su gloria y virtud...      | Nuova Roma, la Patria mostrerà Due condottieri di nome e valore Che, rivali, come Romolo e Remo Divisero governo e potere. Lunghi anni, come Febo tra le nubi Si vide oscura la perla del Sud. Oggi un eroe grandioso appare Risollevando la sua gloria e virtù.                      |
| Terza strofa Con aplauso la Europa y el Mundo la saludan, y aclaman también; de heroísmo: baluarte invencible, de riquezas: magnífico Edén. Cuando entorno rugió la Discordia que otros Pueblos fatal devoró, paraguayos, el suelo sagrado con sus alas un ángel cubrió.             | Applaudendo, l'Europa ed il mondo La salutano e la acclamano; Baluardo invincibile di eroismo Magnifico Eden di ricchezza: Quando intorno ruggì la discordia Che fatale divorò altri popoli, Paraguaiani, il sacro suolo Con le sue ali un angelo coprì.                              |
| Quarta strofa ¡Oh! cuán pura, de lauro ceñida, dulce Patria te ostentas así En tu enseña se ven los colores del zafiro, diamante y rubí. En tu escudo que el sol ilumina, bajo el gorro se mira el león. Doble imagen de fuertes y libres, y de glorias, recuerdo y blasón.          | Oh, quanto pura, cinta d'alloro Dolce patria ti mostri così Nel tuo stendardo si vedono i colori Dello zaffiro, del diamante e del rubino Nel tuo scudo che il sole illumina, Sotto il berretto si vede il leone Doppia immagine di forza e libertà E di gloria, ricordo e blasone.   |
| Quinta strofa De la tumba del vil feudalismo se alza libre la Patria deidad; opresores, ¡doblad rodilla!, compatriotas, ¡el Himno entonad! Suene el grito: "¡República o muerte!", nuestros pechos lo exhalen con fe, y sus ecos repitan los montes cual gigantes poniéndose en pie. | Dalla tomba del vil feudalesimo Si alza libera la patria Deità Oppressori, piegate le ginocchia! Compatrioti, intonate l'inno! Suona il grido: "Repubblica o morte!", I nostri petti lo esalino in fede E i suoi echi ripetano i monti Come giganti alzandosi in piedi.               |
| Sesta strofa Libertad y justicia defiende nuestra Patria; tiranos, ¡oíd! de sus fueros la carta sagrada su heroísmo sustenta en la lid. Contra el mundo, si el mundo se opone, Si intentare su prenda insultar, batallando vengar la sabremos o abrazo con ella expirar.             | Libertà e giustizia difende La nostra patria; tiranni, udite! Dai suoi fori la sacra legge L'eroismo sostenta nella lotta. Contro il mondo, se il mondo si oppone, Se prova ad insultare i suoi pregi, Sapremo vendicarla in battaglia O spirare abbracciandola.                      |
| Settima strofa Alza, oh Pueblo, tu espada esplendente que fulmina destellos de Dios, no hay más medio que libre o esclavo y un abismo divide a los dos. En las auras el Himno resuene, repitiendo con eco triunfal: ¡a los libres perínclita gloria!, ¡a la Patria laurel inmortal!  | Alza, o popolo, la spada splendente Che sparge scintille di Dio, Non c'è niente tra libero e schiavo E un abisso divide i due. Nell'aria l'inno risuoni, Ripetendo con eco trionfale: Ai liberi l'eroica gloria, Alla patria l'alloro immortale!                                      |